# Warszawskie Towarzystwo Lotnicze Awiata
Warszawskie Towarzystwo Lotnicze Awiata, zwyczajowo Awiata – polskie przedsiębiorstwo lotnicze założone w maju 1910 w Warszawie przez księcia Stanisława Lubomirskiego (był także jego właścicielem) z siedzibą na lotnisku mokotowskim. Dyrekcja Towarzystwa mieściła się przy ul. Świętokrzyskiej 28.

## Historia

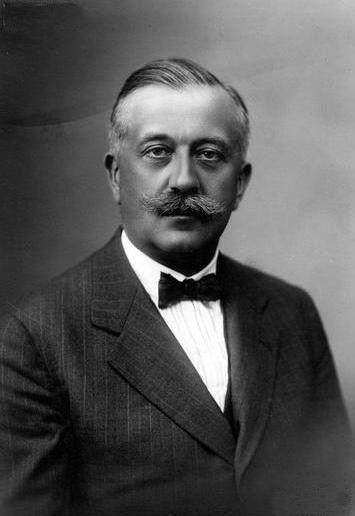
Książę Stanisław Lubomirski, założyciel Awiaty

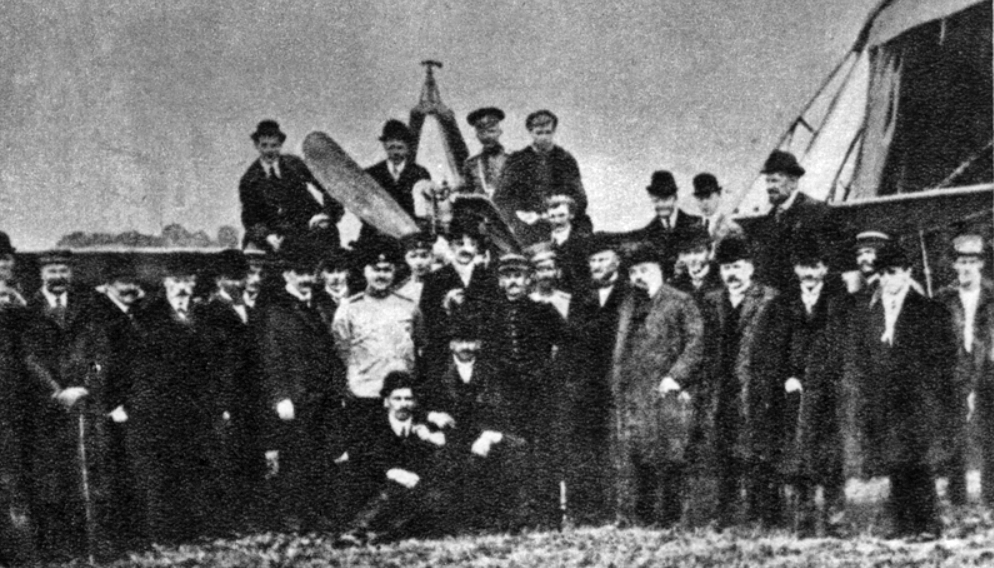
Uroczyste otwarcie działalności Towarzystwa

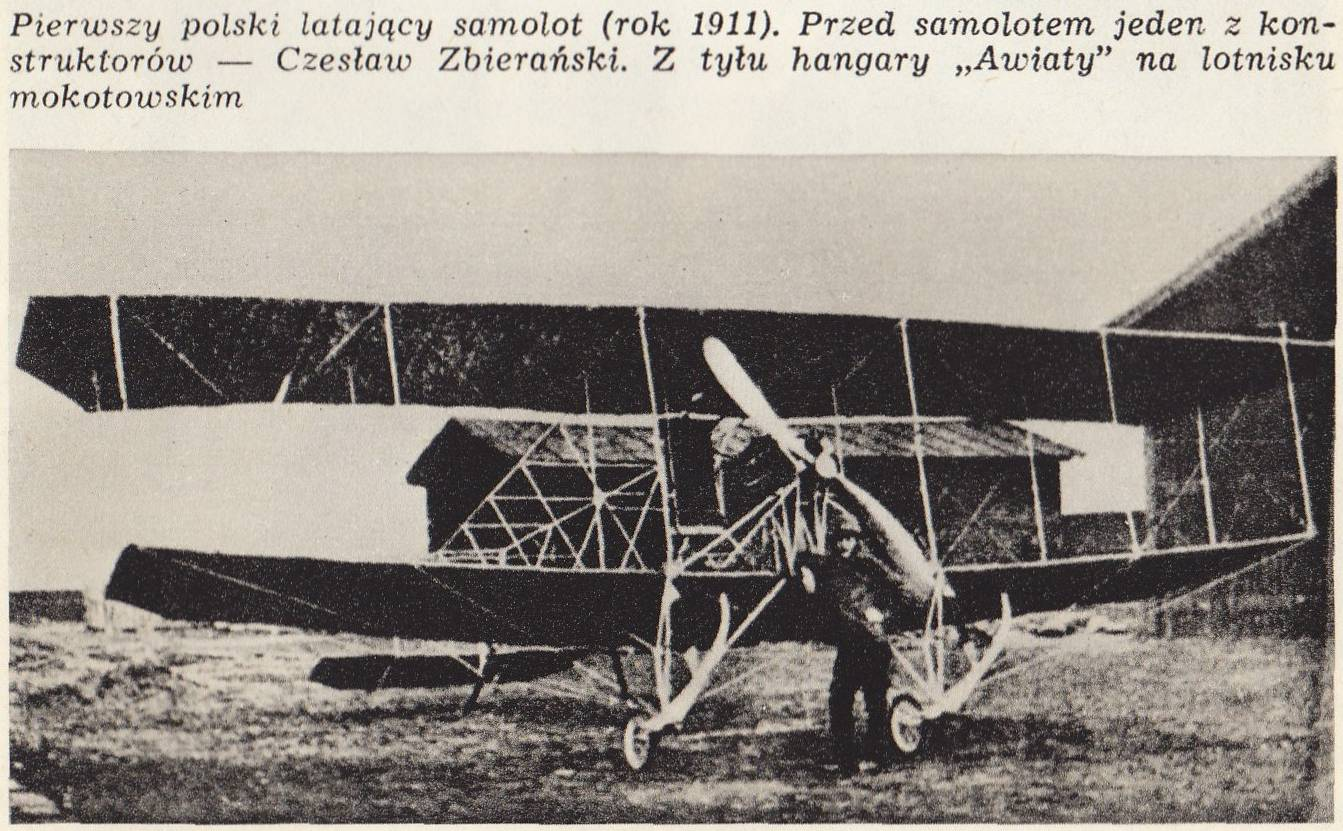
Czesław Zbierański przed hangarami Awiaty na Polu Mokotowskim. Za nim pierwszy polski latający samolot

Już od 1909 roku istniały w Warszawie środowiska popularyzujące idee związane z lotnictwem: działało „Koło Awiatorów”, odbyły się pokazy lotnicze w 1909 roku, w 1910 zorganizowano warszawskie Dni Awiacyjne. Stanisław Lubomirski w 1909 zaproponował zorganizowania w Warszawie szkoły pilotów oraz założenie warsztatów lotniczych, które w przyszłości mogłyby przekształcić się w prawdziwą wytwórnię samolotów. 
Istniała też grupa osób zainteresowanych inwestowaniem w nowo rozwijającą się branżę technologiczną. Kurier Warszawski informował, że 21 maja 1910 roku odbyło się pierwsze spotkanie Stowarzyszenia Akcyjnego „Lot”, które miałoby się zajmować produkcją, sprzedażą i zakupem samolotów, zakładaniem i utrzymywaniem lotnisk oraz szkoleniem pilotów, popularyzacją lotnictwa poprzez organizację pokazów lotniczych i udział w konkursach i wystawach oraz oceną i opracowaniem wynalazków z dziedziny lotnictwa. Na spotkaniu ustalono, że kapitał zakładowy Spółki będzie wynosił 75 000 rubli i będzie ona miała 75 udziałowców. Wydanie zgody przez władze carskie na założenie Towarzystwa wynikało z zainteresowania armii carskiej produkcją samolotów i szkoleniem pilotów.
4 czerwca 1910 roku w hotelu Bristol odbyło się drugie posiedzenie Spółki, gdzie podjęto decyzję, że mimo braku pełnego kapitału zakładowego, należy rozpocząć działalność. Od tego momentu zaczęto stosować nazwę Warszawskie Towarzystwo Lotnicze Awiata. W skład Towarzystwa weszła Wytwórnia Samolotów oraz Szkoła Pilotów.
W czerwcu 1910 roku książę Stanisław Lubomirski, w imieniu Towarzystwa, zawarł wstępną umowę z rosyjskimi władzami wojskowymi na mocy której Awiata otrzymała w bezpłatną dzierżawę (na 15 lat) część Pola Mokotowskiego, która obejmowała obszar od zachodniej strony toru wyścigowego ciągnącego się od ul. Topolowej do ogrodzenia carskich koszar przy ul. Rakowieckiej. Zachodnia granica przyznanego terenu nie została określona. W zamian strona rosyjska zyskiwała prawo pierwokupu wyprodukowanych samolotów oraz Towarzystwo było zobowiązane szkolić bezpłatnie w pilotażu rocznie dwóch oficerów armii carskiej. Oficjalna umowa została podpisana 2 marca 1911 roku. 
Prace budowlane na przyznanym terenie ruszyły jesienią 1909 r. Rozpoczęto od budowy dwóch murowanych budynków przy ul. Topolowej, które przeznaczono na biura, sale wykładowe, warsztaty i magazyny. We wrześniu 1910 roku rozpoczęto budowę, wg projektu inż. Kazimierza Moszkowskiego, ośmiu hangarów, dwóch hal fabrycznych (w których umieszczono stolarnię, lakiernię, tapicernię i montownię), dwóch budynków administracyjnych i jednego mieszkalnego. Sprzęt do wyposażenia hal fabrycznych sprowadzono z Wielkiej Brytanii. W oddzielnym budynku umieszczono agregat benzynowy, który zasilał wszystkie urządzenia elektryczne na terenie lotniska. Budowa hangarów została zakończona w listopadzie i natychmiast znaleźli się chętni do ich dzierżawy (pomimo tego, że jeszcze nie posiadały bram). Hangar nr 1 wynajęli Czesław Zbierański i Stanisław Cywiński, hangar nr 10 wynajął Czesław Tański. 
Na stanowisku inżyniera-konstruktora Towarzystwa został zatrudniony inż. Michał Król, absolwent Ecole Superieuer d'Aeronautique w Paryżu. Jako pracowników zatrudniono osoby związane z przemysłem samochodowym, ponieważ w tym czasie w Warszawie nie było ludzi dysponujących wiedzą z zakresu budowy samolotów. W ten sposób powstał zespół liczący ok. 50 pracowników. Dyrektorem administracyjnym Towarzystwa został Konstanty Lubomirski a kierownikiem technicznym Stanisław Supniewski z firmy samochodowej Varsavie Automobiles, będącej własnością księcia Konstantego Lubomirskiego. Szefem pilotażu, od listopada 1910 do września 1911 roku, był Henryk Segno, zastąpił go Michał Scipio del Campo, który zajmował to stanowisko do końca istnienia Towarzystwa.

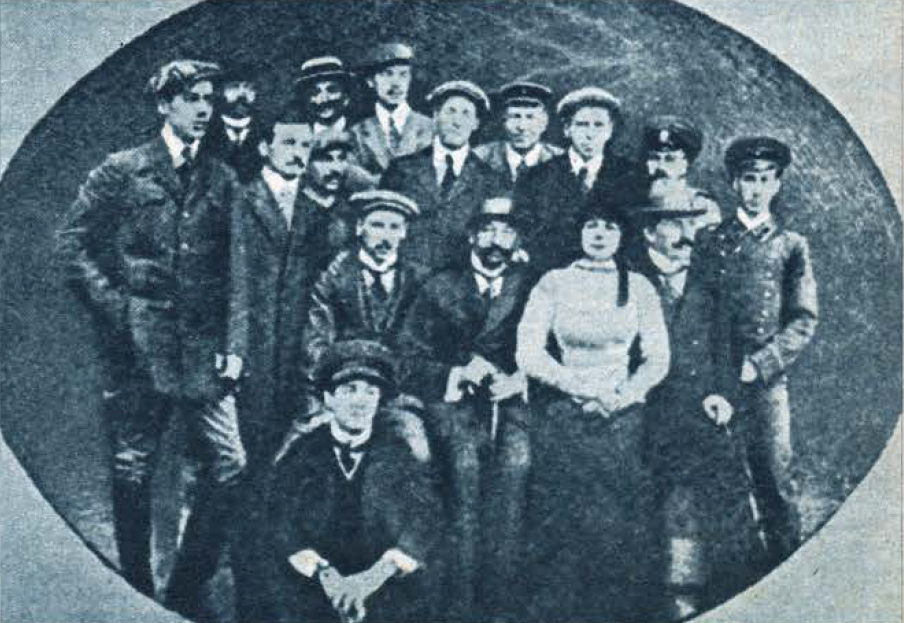
Uczniowie kursu pilotażu w Towarzystwie Awiata

17 czerwca 1911 roku odbyło się uroczyste otwarcie mokotowskiej wytwórni samolotów i szkoły pilotów Towarzystwa (nieoficjalnie działających od lutego), w którym wzięli udział przedstawiciele świata warszawskiej nauki, kultury, władz cywilnych i wojskowych oraz dziennikarze. Zebranym zaprezentowano dwa wyprodukowane w Awiacie samoloty, odbyły się pokazy lotnicze podczas których latał Francuz Marchal, Henryk Segno i Konrad Olchowicz. W drugiej połowie 1911, w ramach szkoły pilotów rozpoczęto kursy pilotażu. Trwały od sześciu do ośmiu tygodni i ich program obejmował część teoretyczną i praktyczną. Koszt kursu wynosił 450 rubli co było wysoką ceną, ale możliwą do zaakceptowania przez wielu warszawiaków. Wykłady teoretyczne były prowadzone przez Michała Króla i Henryka Segno. Szkolenie w locie prowadzono metodą Farmana - na samolotach dwumiejscowych, przeszkolono na nich czterech Rosjan: Sołowiowa, Aleksandrowicza, Metodyna Bałandyna i Adama Krachowieckiego oraz pięciu Polaków: Marię Mrozińską, Michała Zaleskiego, Czesława Zbierańskiego, Aleksandra Skarżyńskiego i Anatolego Sobańskiego. Ponadto w szkoleniu brali udział (ale go nie ukończyli): Michał Lubicz-Zaleski, M. Wolny, J. Baranowski, Maksym von Lerche, Meissner i Turbin. Poza szkoleniem Awiata organizowała w 1911 roku pokazy lotnicze, które cieszyły się dużym zainteresowaniem mieszkańców Warszawy. Podczas jednego z takich pokazów 13 sierpnia Michał Scipio del Campo jako pierwszy Polak odbył lot nad Warszawą. Tym samym złamał oficjalny zakaz lotów nad miastem, co później uzasadniał tym, że nie został poinformowany o takim zakazie.
Latem 1911 roku Awiata uczestniczyła w imprezie lotniczej zorganizowanej przez Aeroklub Wszechrosji - przelocie na trasie Petersburg-Moskwa. Wzięli w niej udział Jerzy Jankowski na Blériocie i Lerch na Etrichu. Obydwaj Polacy nie ukończyli imprezy z powodów technicznych, jednak podczas jej trwania książę Stanisław Lubomirski poznał Michała Scipio del Campo i zaprosił go do pracy w Awiacie.
W 1911 roku w hangarach Awiaty Czesław Zbierański zakończył budowę swojego samolotu, który 25 września oblatał Michał Scipio del Campo. W tym samym roku pilot Awiaty Supniewski testował samolot Łątka Czesława Tańskiego, jednak z uwagi na zbyt małą moc silnika nie doszło do jego oblatania.
Początkowo w Awiacie produkowano samoloty Farmana na licencji zakupionej w zakładach „Aviatik” w Mülhausen. W ich konstrukcji wprowadzono zmiany w stosunku do oryginału - zastosowano silnik Gnome, zmieniono obrys płata, zmniejszono ilość rozpórek międzypłatowych oraz wykorzystano w konstrukcji drążone drewno. Łącznie zbudowano pięć samolotów na licencji Farmana (dwa egzemplarze Farman IV, jeden Farman III i dwa Farman VII). Ponadto rozpoczęto produkcję samolotów Blériot XI, konstrukcji Blériota, które produkowano według oryginalnej dokumentacji francuskiej. Łącznie wyprodukowano trzy egzemplarze tego samolotu, jeden z silnikiem Anzani 25 KM i dwa z silnikiem Gnome 50 KM. W 1911 roku Henryk Segno udał się do Wiener Neustadt aby zakupić jeden egzemplarz samolotu Etrich Taube i licencję na ich produkcję. 
Towarzystwo brało aktywny udział w wydarzeniach lotniczych odbywających się na terenie Imperium Rosyjskiego. We wrześniu 1910 roku Anatol Krumm, na samolocie Awiatik, wziął udział we Wszechrosyjskim Święcie Lotnictwa. W październiku 1910 roku ten sam pilot przedstawiał ofertę Awiaty w Sewastopolskiej Szkole Pilotów. 
W dniach 25-30 kwietnia 1911 roku Towarzystwo wzięło udział w pierwszym Wszechrosyjskim Zjeździe Żeglugi Powietrznej w Petersburgu. Zjazd był połączony z Międzynarodową Wystawą Żeglugi Powietrznej, podczas której Towarzystwo miało swoją ekspozycję. Wysiłek Awiaty został zauważony i nagrodzony złotym medalem za organizację produkcji samolotów. W maju 1911 roku Awiata prezentowała swe samoloty na II Wszechrosyjskim Tygodniu Lotniczym w Petersburgu. Samolot Etrich został zaprezentowany przez Henryka Segno również w locie podczas pokazów w Kołomagi.
Do grudnia 1911 Towarzystwo wyprodukowało 5 samolotów typu niemieckiego Aviatik oraz 3 samoloty Blériota. Ponadto naprawiono kilka maszyn uszkodzonych podczas nauki pilotażu w Awiacie. Działalność ta nie przynosiła zysków, z powodu wad i uszkodzeń nie doszło do przekazania zamówionego samolotu armii carskiej, zyski z produkcji nie pokrywały kosztów działalności. Do tego też doszła nieprzychylna postawa władz rosyjskich, co w styczniu 1912 roku zaskutkowało odebraniem Awiacie koncesji na prowadzenie działalności. Kilka miesięcy później, wiosną, lotnisko i wytwórnię samolotów przejęła armia rosyjska. 17 listopada 1912 roku z Wojskowej Szkoły Lotniczej w Gatczynie przybyło na Pole Mokotowskie 32 oficerów, 50 żołnierzy oraz kilku instruktorów pilotażu. Przez 5 miesięcy, do końca marca 1913, prowadzono tu szkolenie lotnicze. Po jego zakończeniu samoloty przekazano do twierdz w Modlinie i Brześciu Litewskim. Na Polu Mokotowskim Rosjanie umieścili kompanię aeronautyczną.
Po zajęciu Warszawy przez Niemców w 1915 roku została tam umieszczona filia zakładów Albatros Flugzeugwerke, w której zatrudnienie znalazło ok. 500 pracowników.
Hangary Awiaty zostały przejęte w 1918 roku przez polskie lotnictwo wojskowe. Zostały rozebrane ok. 1935 roku.